# Mahall
Mahall és un terme àrab que vol dir "lloc on es fa una aturada", "lloc d'establiment" o "lloc de residència", però utilitzat a l'Índia musulmana per designar un pavelló o sala d'un palau, especialment els apartaments privats reials del palau (mahall-sara), i per extensió a una reina o esposa reial. El seu equivalent hindi és "mandal". Existeixen nombrosos mahalls a diverses parts de l'Índia sent el més famós el del fort d'Agra. De mahall deriva mahal, nom que es dona als palaus al Rajasthan.